# Kochel am See

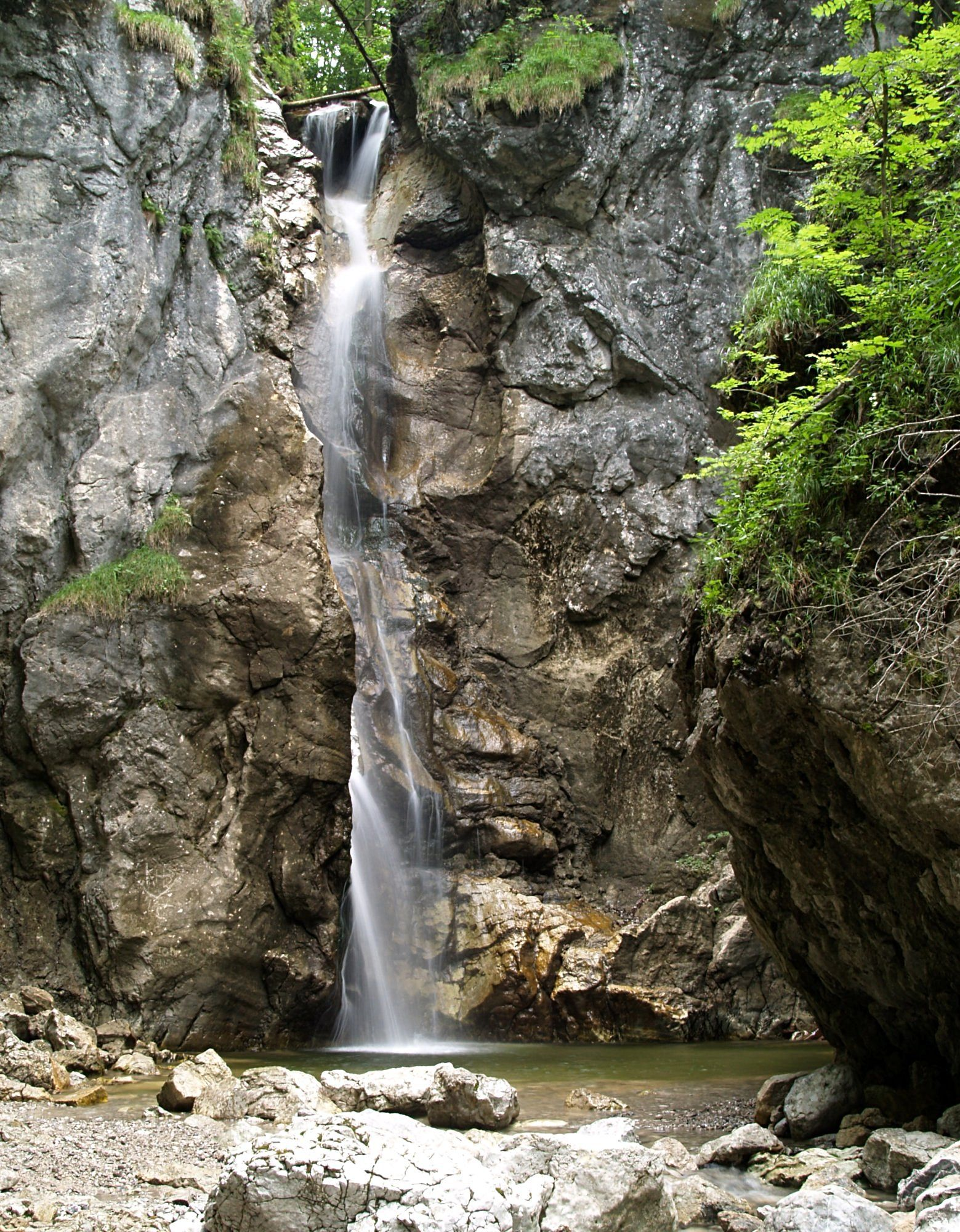
Wodospad Lainbach

Kochel am See, Kochel a.See – miejscowość i gmina w Niemczech, w kraju związkowym Bawaria, w rejencji Górna Bawaria, w regionie Oberland, w powiecie Bad Tölz-Wolfratshausen, siedziba wspólnoty administracyjnej Kochel am See. Leży około 18 km na południowy zachód od Bad Tölz, nad jeziorem Kochel, przy drodze B11.

## Dzielnice
- Kochel am See
- Altjoch
- Brunnenbach
- Einsiedl
- Herzogstandhaus
- Lobesau
- Ort
- Pessenbach
- Pfisterberg
- Ried
- Urfeld
- Walchensee
- Zwergern

## Polityka
Wójtem gminy jest Thomas W. Holz, poprzednio urząd ten obejmował Werner Englert, rada gminy składa się z 16 osób.
|      | CSU | SPD | FWG in der Zwei-Seen-Gemeinde | JL | FB Ried | MB | MBinnen | UWG | Razem |
| 2008 | 7   | 2   | 1                             | 1  | 1       | 1  | 1       | 2   | 16    |
| 2002 | 8   | 3   | 1                             | 1  | 1       | 1  | 1       | –   | 16    |